# Gülşah Hatun
Gülşah Hatun (? - 1487) byla konkubína osmanského sultána Mehmeda II.

## Mládí
Provdala se za Mehmeda v roce 1449, když byl ještě princem a guvernérem Manisy. Ještě před smrtí tehdejšího sultána Murada II. porodila svého jediného syna, Şehzade Mustafu, který byl otcovým oblíbencem. Podle tureckých tradic museli všichni princové pracovat jako guvernéři provincií, aby tak byli připraveni na možnou budoucí vládu. Mustafa byl poslán do provincie Konya a později do Kayseri, kam ho Gülşah doprovázela.

## Mustafova smrt
Mustafa zemřel v červnu roku 1474 ve věku 49 let přirozenou smrtí. Uvádí se, že měl spory s ženou Mahmuda Paši a proto je ona obviňována z jeho vraždy. Existují spekulace o tom, že za spory stojí právě jeho matka Gülşah. Giovanni Maria Angiolello, benátská cestovatelka, autorka důležitých historických zpráv v oblasti Osmanské říše a Persie, uvádí, že nikdo neměl na Mustafově smrti podíl a že opravdu zemřel za přirozených okolností.
Gülşah nebyla o smrti syna informována a dozvěděla se o ní, až když průvod vynášel jeho mrtvé tělo z paláce. Jeho jediné dítě, princezna Hani Nergisşah Sultan sdílela smutek společně s babičkou. Sultán Mehmed zařídil, aby Gülşah žila stále v blahobytu. Nechal ji, Mustafovu dceru a zbytek žen, aby se přestěhovaly do Istanbulu. Všechny ženy byly ubytovány v harému mezi konkubínami Mehmeda a zanedlouho byly provdány za bohaté muže. Když Nergisşah dospěla, provdala se za svého bratrance, Şehzade Ahmeta, syna sultána Bayezida II.

## Poslední léta
V roce 1479 spravovala Gülşah vesničku Sığırcalu, kterou poté pronajala, aby měla na vlastní hrob v Burse. Zemřela v roce 1487 a v Burse ji také pohřbili. Leží tam po boku svého syna Mustafy.